# 崙子頂 (高雄市)
崙子頂，原寫為崙仔頂，是臺灣高雄市阿蓮區的一個傳統地域名稱，位於該區西部。相較於今日行政區，其範圍大致包括港後里不含東北部及北部邊界地帶、崗山里西部、玉庫里北部凸出部分的西北端。
本地區境內主要聚落為崙仔頂、港仔後、中甲。

## 歷史
台灣日治初期，崙子頂地區為一街庄，稱為「崙仔頂庄」（舊制街庄），隸屬於嘉祥外里。該庄昔日北與石案潭庄為鄰，東與阿嗹庄、崗山營庄為鄰，南邊為九鬮庄、土庫庄，西邊為下坑庄、新園庄。
1901年（日治明治三十四年）11月11日，全台廢縣廳改設二十廳，該庄隸屬於鳳山廳。1904年（明治三十七年）5月3日，該庄編入「阿嗹區」，隸屬於鳳山廳。1909年（明治四十二年）10月25日，全台合併二十廳為十二廳，阿嗹區改隸屬於臺南廳。1920年（大正九年）10月1日，全台地方制度大改正，廢十二廳改設五州二廳，該庄改制並雅化為「崙子頂」大字，隸屬於高雄州岡山郡阿蓮庄（新制街庄）。
戰後阿蓮庄改制為阿蓮鄉，隸屬於高雄縣，大字亦改制為村。1950年（民國39年）10月1日，高、屏分治，阿蓮鄉仍隸屬於高雄縣。2010年（民國99年）12月25日，高雄縣、市合併為直轄高雄市，阿蓮鄉改制為阿蓮區，村亦改制為里。

## 聚落
本地區發展較早的聚落為崙仔頂、港仔後、六甲尾（已消失）、中甲，在日治初期的官方地圖上已有記載。

## 交通
省道台19甲線是鹽水至赤崁的幹道，經過本地區東部邊界地帶。由該道路北行可前往阿蓮區阿蓮市區、關廟區、新化區、新市區等地，南行可前往岡山區、梓官區，並止於赤崁地區的區道高23線路口。
省道台28線是湖內橋至茂林（實際終點為大津）的幹道，經過本地區北部的崙仔頂聚落。由該道路西行可前往路竹區北部、湖內區，並止於湖內橋北邊的省道台17線轉角暨省道台17甲線終點路口；東行可前往阿蓮區阿蓮市區、田寮區、田寮區/內門區交界地帶、內門區/旗山區交界地帶、旗山區等地。
省道台39線又稱「高鐵橋下道路臺南段」，是新市（實際起點在洋子）至阿蓮的幹道，其南側端點（終點）位於本地區西北部的省道台28線路口。由此北行可前往歸仁區、永康區東端、新化區西部，並止於洋子地區的省道台20線路口。
區道高9線是石案潭至埤仔尾的道路，經過本地區崙仔頂、港仔後、中甲等聚落。該道路在本地區的部分路段與省道台19甲線共線。